# الاضبار (بعدان)

تعديل مصدري - تعديل

الاضبار محلة تابعة لقرية المشاعر، التابعة لعزلة ضابي بمديرية بعدان إحدى مديريات محافظة إب في الجمهورية اليمنية، بلغ تعداد سكانها 22 حسب تعداد اليمن لعام 2004.